# Яйыджы
Яйыджи (азерб. Yayıcı) — село в Хейвалинском сельском административно-территориальном округе Агдеринского района Азербайджана.

## География
Село Яйыджы входит в состав Хейвалинского сельского административно-территориального округа Агдеринского района, при этом в состав этого сельского административно-территориального округа входит также и село Хейвалы, которое является центром этого сельского административно-территориального округа.
Село расположено на правом берегу Сарсангского водохранилища, недалеко от реки Тертер. Расстояние до города Агдере составляет около 40 км. В селе и окрестностях сохранились монастырь Св. Спасителя (XIII век), церковь Св. Богородицы (разрушенные в XX веке), селища Хорастан, Бграма хач, Эличн хач, другие ценные хачкары и святыни.

## История
За годы Великой Отечественной войны Советского Союза против фашистской Германии на разных фронтах сражались 113 кочоготцев, 78 из них — погибли, 92 — удостоились правительственных наград (орденом Красной Звезды награждены Абгар Сираканович Даниелян, Атанес Вартанян, Абрам Мхитарян, орденом Отечественной войны — Аршак Мхитарян, Григор Аванесович Ванян, орденом Красного Знамени — Арташес Нерсесович Ванян и другие).
В советское время на 1 января 1977 года село называлось Кочогот (азерб. Qoçoqot) и входило в состав Дрмбонского сельсовета Мардакертского района Нагорно-Карабахской автономной области (НКАО) Азербайджанской ССР.
2 сентября 1991 года на совместной сессии Нагорно-Карабахского областного и Шаумяновского районного Советов народных депутатов была принята Декларация о провозглашении Нагорно-Карабахской Республики в границах Нагорно-Карабахской автономной области (НКАО) и сопредельного Шаумяновского района Азербайджанской ССР. 26 ноября 1991 года Верховный Совет Азербайджанский Республики принял закон «Об упразднении Нагорно-Карабахской автономной области Азербайджанской Республики». В этом законе было постановлено помимо упразднения Нагорно-Карабахской Автономной Области (НКАО), в том числе также и переименование города Мардакерт в Агдере и Мардакертского района в Агдеринский.
В связи с Карабахским конфликтом Агдеринский район во время Первой карабахской войны оказался в зоне боевых действий.
В 1991-92 гг., в селе были сформированы 2 отряда добровольцев (командиры Г. Погосян и А. Адамян) на стороне армянских вооружённых формирований, которые отдельно, а с 1992-го сентября, в составе подразделений «Мартакертского оборонительного района», участвовали в боях в этом селе, а также в Агдере, в Агдаме и в ряде других населённых пунктов. Из села Яйыджы погибли 15 бойцов.
В ходе летнего наступления 1992 года Азербайджанские войска восстановили контроль над большей частью Агдеринского района. Утром 4 июля 1992 года Азербайджан восстановил контроль над городом Агдере. Утром 3 сентября 1992 года Азербайджанские войска восстановили контроль над селом.
Решением Милли Меджлиса Азербайджанской Республики от 13 октября 1992 года от Агдеринский район был ликвидирован, а территория упразднённого района была разделена между Агдамским, Кельбаджарским и Тертерским районами, и при этом это село было передано в состав Кельбаджарского района. Решением же Милли Меджлиса Азербайджанской Республики от 29 декабря 1992 года село было переименовано в Яйыджы, а село Дрмбон было переименовано в Хейвалы.
Однако в результате наступления армянским войскам к 25 февраля 1993 года удалось занять территорию почти всего на тот момент бывшего Агдеринского района. 27 июня, а по другим данным 7 июля 1993 года армянские вооружённые формирования заняли город Агдере.
В 1993 году в течение трёх суток армянскими вооружёнными формированиями было занято 9 сёл бывшего на тот момент Агдеринского района, включая село Яйыджы. Таким образом, село Яйыджы попало под контроль непризнанной Нагорно-Карабахской Республики (НКР) и согласно административно-территориальному делению непризнанной республики село входило в состав Мартакертского района НКР и называлось Кочохот.
Согласно Трёхстороннему Заявлению в ночь с 9 по 10 ноября 2020 года, подписанному по итогам Второй Карабахской войны, село перешло под контроль Российских миротворческих сил.
По итогам боевых действий в сентябре 2023 года Азербайджан восстановил свой контроль над селом и над всей территорией на тот момент бывшего Агдеринского района.
Законом от 5 декабря 2023 года в связи с воссозданием Агдеринского района из частей Агдамского, Кельбаджарского и Тертерского районов, Хейвалинский сельский административно-территориальным округ вместе с входящим в него селом Яйыджы был передан из состава Кельбаджарского района в состав Агдеринского района. В настоящее время село Яйыджы входит в состав Хейвалиского сельского административно-территориального округа Агдеринского района Азербайджана.

## Население
В период контроля над селом непризнанной Нагорно-Карабахской Республикой, согласно данным непризнанной республики, постоянное население составляло 534 человек, в основном армяне.